# Anthurium nemoricola
Anthurium nemoricola är en kallaväxtart som beskrevs av Richard Evans Schultes och Bassett Maguire. Anthurium nemoricola ingår i släktet Anthurium och familjen kallaväxter. Inga underarter finns listade.